# Црногорска кухиња
Црногорска кухиња је резултат географског положаја Црне Горе и њене дуге историје.
Италијански утицај на традиционална јела у континенталном дијелу Црне Горе и њеној јадранској обали је видљив у начину припремању хлеба, меса, сира, вина и алкохолних пића, супа и чорби, паленте, пуњених паприка, ћуфти, приганица, раштана итд.
Други велики утицај потиче са Леванта и из Турске огледа се у припремању сарме, мусаке, пилава, пита, бурека, ћевапа, кебаба, баклаве, итд. Мађарска јела гулаш, сатараш и ђувеч су такође честа. Утицај континенталне европе је највише трага оставио на припремање дезерата: крофне, џемова, бројне врсте бисквита и колача. 
Црногорска кухиња зависи од географског положаја, пошто се јела која се служе на приморју разликују од јела у сјеверним брдским предјелима. На приморју је велик утицај медитеранске кухиње, са уобичајеним јелима од морских плодова (рибе, хоботнице, шкампе и лигње).
Од црногорских специјалитета познати су његушки пршут, његушки сир, Пљеваљски сир, сир прљо, црногорски лиснати сир, скоруп (кајмак) и други. Познате сорте вина из Црне Горе су Вранац (црно вино) и крстач (бијело вино).
- Узгој пастрмке у Шавнику
- Узгој морске рибе у базенима у мору, Бококоторски залив
- Посни, „тврди” сир прљо